# Вовк Руслан Володимирович
Руслан Володимирович Вовк (нар. 2 квітня 1966, м. Зміїв, Харківська область) — доктор фізико-математичних наук. Декан фізичного факультету Харківського національного університету імені В. Н. Каразіна. Професор кафедри фізики низьких температур і кафедри вищої математики та фізики УкрДУЗТ, заслужений професор ХНУ імені В. Н. Каразіна, академік Транспортної академії України, академік НАН України.

## Біографія
Народився 2 квітня 1966 року в м. Зміїв, Харківської області в сім'ї творчої інтелігенції.
У 1983 році з відзнакою (Золота медаль) закінчив навчання в середній школі № 2 м. Зміїв. З 1984 по 1986 роки служив у лавах радянської армії.
У 1990 р. завершив навчання на фізичному факультеті Харківського державного університету ім. О. М. Горького і того ж року запрошений на посаду інженера на кафедру фізики низьких температур Харківського Національного університету ім. В. Н. Каразіна.
З 1994 по 1997 роки працював молодшим науковим співробітником кафедри фізики низьких температур Харківського Національного університету ім. В. Н. Каразіна. З 1997 по 1999 роки — науковим співробітником кафедри низьких температур ХНУ імені В. Н. Каразіна.
З 1999 по 2008 роки — працював посаду старшим науковим співробітником кафедри низьких температур. З початку 2008 року й понині — професор двох кафедр: фізики низьких температур та кафедри фізики в Українському державному університеті залізничного транспорту.
Має науковий ступінь доктор фізико-математичних наук, професор. Удостоєний звання «Заслужений професор ХНУ імені В. Н. Каразіна». Обраний академіком Транспортної академії України.
З 2010 по 2012 роки очолював діяльність Проблемної науково-дослідної лабораторії кафедри низьких температур. З 2012 по 2016 роки — завідувач кафедри фізики низьких температур.
З 2013 року й понині — декан фізичного факультету ХНУ імені В. Н. Каразіна.
З 2000 року за сумісництвом працює Українському державному університеті залізничного транспорту (УкрДУЗТ). У 2006 році за його ініціативою в УкрДУЗТ була створена кафедра загальнотехнічних дисциплін, яку до 2008 року очолював Р. В. Вовк. З лютого 2017 й понині є професором даної кафедри.
У 2021 році отримав звання Члена-кореспондента Національної академії наук України.

## Наукова діяльність
Руслан Вовк із 2000 р. й понині займається викладацькою діяльністю. Розробив та викладав українською мовою низку авторських спецкурсів: «Основи фізики квантових рідин», «Вступ до надпровідності», курси фізики для студентів технічних факультетів багатьох вузів м. Харкова, окрім того викладав курси медичної та біологічної фізики. Та англійською мовою — курс «Кріогенне металознавство».
З його ініціативи та під його безпосереднім керівництвом удосконалені спеціальні практикуми з вивчення властивостей твердих тіл та розроблений фізичний практикум з курсу «Медична фізика».
Разом з колегами SMI Lab Ltd. (Semiconductor Materials & Instruments Laboratory Ltd.) Руслан Вовк створив міжгалузеву лабораторію.
З його ініціативи відкриті кілька філіалів кафедри фізики низьких температур ХНУ імені В. Н. Каразіна в наукових виробничих та академічних закладах, а саме: в НВО «Монокристал», в інституті радіофізики та електроніки ім. О.Я Усикова.
Професор Руслан Вовк — знаний у світі фахівець в галузі фізики низьких температур та екстремального стану речовини.
Головні напрямки його наукових досліджень це — надпровідність та надтекучість (за умов високих та низьких температур) в умовах екстремальних зовнішніх впливів.
З 2002 по 2004 роки стажувався в університеті м. Ексетер у Великій Британії в колі науковців відомої групи «Квантові рідини», роботу якої очолював професор А. Ф. Дж. Віатт. За час стажування Руслан Вовк розвинув основи нового напрямку у фізиці низьких та наднизьких температур, а саме — динаміку підсистем квазічастинок.
Руслан Вовк вперше у світі розробив експериментальну технологію роздільного детектування високоенергетичних та низькоенергетичних фотонів в надтекучих квантових рідинах. Руслан Вовк встановив закономірності гарячих h-фотонів.
Р. В. Вовк вперше запропонував та втілив метод дослідження процесів взаємодії декількох незалежних фотонних пучків під час їхнього зіткнення в надтекучому стані.
Р. В. Вовк відкрив явище генерації «гарячої лінії» за умов наднизьких температур.
Після закінчення стажування у Великій Британії Р. В. Вовк продовжив наукові дослідження в області надпровідності, зокрема ним було вперше відкрито явище початкової дифузії в ВТНП-матеріалах під дією високого тиску, досліджено вплив високого гідростатичного тиску на псевдощилинну і флуктуаційну аномалії, а також некогерентний електротранспорт в нестехіометричних купратах.
Р. В. Вовк є засновником одного з найновіших напрямків сучасної фізики твердого тіла — фізики флуксон-магнонних гетероструктур. Вперше ідея моделювання спінових хвиль у феромагнетиках підсистемою Абрикосівських вихорів, і навпаки — регулювання динаміки магнітного потоку «магнонних шубою» була запропонована у 2014 році групою британсько-українських вчених в рамках виконання проекту «NoWaFen» («Нові хвильові феномени в магнітних мікро- і наноструктурах») — Grant agreement № PIRSES-GA-2009-247556, автором якого з української сторони був професор Руслан Вовк. Ідея отримала своє експериментальне втілення в українсько-німецьких експериментах при дослідженнях унікальних метаматеріалів з заданим потенціалом піннінга у вигляді «пральної дошки», створеним нанофрезеровкою зразків у скануючому тунельному мікроскопі. За результатами проведених експериментів був опублікований цикл робіт в провідному видавництві Nature в співавторстві з професором Р. В. Вовком. Результатом цих досліджень стало відкриття магнонного надпровідного кристала. Відповідну доповідь, яка був представлена професором Р. В. Вовком з співавторами на міжнародній конференції з магнетизму, що відбулася в серпні 2017 року в коледжі Св. Магдалини в університеті Оксфорда (Велика Британія), викликала великий резонанс серед світової наукової спільноти. У перспективі отримані результати складуть основу для розробки нових матеріалів поліфункціонального призначення з заданими параметрами електротранспорту, забезпечення компонентів для виготовлення та випробування елементів пам'яті, заснованих на нових фізичних принципах; при створенні квантових комп'ютерів, надчутливих елементів зчитування і надшвидкісних ліній зв'язку.
Р. В. Вовк відомий своїми видатними особистими досягненнями у встановленні плідних наукових контактів з багатьма провідними науковими установами. У своїй науковій роботі професор Р. В. Вовк постійно співпрацює з науковими колективами таких провідних світових наукових центрів як Оксфорд, Кембридж, Імперіал коледж, Національна лабораторія Ковентрі, університети м. Ексетер і м. Сент-Ендрюс (Велика Британія), університету Гете (Франкфурт -на-Майні, Німеччина), Інститут фізики твердого тіла «Демокрітос» (Афіни, Греція), Інститут Дон Альфонсо III (Португалія), університет Нью-Брансвік (Канада), університет П. Й. Шафарика (Кошиці, Словаччина), університет А. Міцкевича (Познань, Польща), з якими має ряд спільних публікацій.
З ініціативи професора Р. В. Вовка в 2019 році отримано грант за програмою Erazmus + спільно з університетом Павла Йозефа Шафарика.
Р. В. Вовк був керівником 19 національних науково-дослідних робіт. Він є автором 3 монографій, 15 навчальних та навчально-методичних посібників, з них 7 з грифом МОН; понад 400 наукових праць, опублікованих у рейтингових українських і зарубіжних наукових виданнях (з них 270 відображено в науково метричних базах Scopus і Web of Science, 7 статей опубліковано у видавництві Nature, що враховується при визначенні міжнародних рейтингів університетів світу): автор понад 20 патентів на винаходи.
Станом на січень 2020 h-індекс професора Р. В. Вовка дорівнює 41 (база даних Scopus) за яким він входить до рейтингу 100 кращих вчених України за даними інституту В. І. Вернадського.
З ініціативи та за безпосередньої участі професора Руслана Вовка ХНУ імені В. Н. Каразіна отримав реєстрацію в реєстрі провідних класичних університетів Європи (Validaton of Kharkiv National University PIC 986260984), що дозволяє брати участь у загальноєвропейських програмах ЄС по академічному обміну і науковому співпраці. У числі перших в Україні Харківський національний університет імені В. Н. Каразіна завоював грант в Міжнародній дослідницькій програмі академічного обміну (IRSES) Горизонт 20-20 в рамках проекту «MaglC» (Grant Agreement number 644348 — MaglC-H2020-MSCA-RISE 2014), координатором якої від Харківського регіону був професор Р. В. Вовк. З ініціативи та за безпосередньої участі Р. В. Вовка було укладено «Угоду про подвійні дипломи між Університетом П. Й. Шафарика (Кошиці, Словацька Республіка) і Харківським національним університетом імені В. Н. Каразіна (Україна)».
Р. В. Вовк на посаді декана фізичного факультету активно залучає до наукової роботи студентів факультету, забезпечивши їх участь в роботі філій кафедр фізики низьких температур і загальної фізики в ФТІНТ ім. Б. І. Вєркіна НАН і міжнародних програмах (Німеччина, Велика Британія, Іспанія, Словаччина, Бельгія, Польща, Росія (Об'єднаний центр ядерних досліджень, м Дубна) та ін.).

## Наукова школа
Після повернення з Великої Британії Вовком Р. В. була заснована наукова школа з фізики високого тиску і екстремального стану речовини, яка плідно працює на фізичному факультеті ХНУ імені В. Н. Каразіна по теперішній час. Основними напрямками наукових досліджень цієї школи є:
- вивчення топологічних особливостей поверхні Фермі дихалькогенідів перехідних металів під дією високого одновісного тиску (до 8 кбар);
- дослідження впливу високого гідростатичного тиску (до 25 кбар) на псевдощілинну і флуктуаційну аномалії, а також некогерентний електротранспорт у нестихіометричних ВТНП-купратах;
- дослідження надвисокого тиску (від 300 кбар до 1,5 Гбар) на топологічні фазові переходи в новітніх матеріалах поліфункціонального призначення;
- використання високого тиску при синтезі новітніх нанокомпозитних матеріалів методом електроконсолідації;
- дослідження екстремального стану речовини, зокрема надпровідності і надплинності при низьких і наднизьких температурах, а також впливу структурної і кінематичної анізотропії на еволюцію квазічастинкових підсистем у квантових середовищах різної морфології в умовах дії екстремальних зовнішніх чинників.

Зараз наукова школа з фізики високого тиску і екстремального стану речовини очолювана професором Р. В. Вовком налічує близько 100 осіб. Під його безпосереднім керівництвом з цієї тематики було захищено 5 кандидатських, 1 PhD і 1 докторська дисертації, а також більше 80 магістерських і бакалаврських робіт. На різній стадії підготовки до захисту знаходиться 5 кандидатських і 3 докторських дисертацій.
Авторські розробки Р. В. Вовка в області обробки високим тиском при синтезі новітніх функціональних матеріалів захищені низкою патентів України на винаходи і були неодноразово впроваджені в різних галузях народного господарства.
Наукова школа, очолювана проф. Вовком Р. В. працює в тісній колаборації з численними провідними науковими закладами Європи і Північної Америки. Зокрема, у своїй науковій роботі проф. Вовк Р. В. з співробітниками плідно співпрацює з науковими колективами таких провідних світових наукових центрів як Оксфорд, Кембридж, Імперіал коледж, Національна лабораторія, Ковентрі, університети м. Ексетер і м. Сент-Ендрюс (Велика Британія), інститут Макса Планка, університету Гете (Франкфурт на Майні, Німеччина), університет Відня (Австрія), Інститут фізики твердого тіла «Демокрітос» (Афіни, Греція), університет Лісабону, Інститут Дон Альфонсо III (Португалія), університет штату Мен (США), університет Нью-Брансвік (Канада), університет П. Й. Шафарика (Кошиці, Словаччина), університет А. Міцкевича (Познань, Польща).

## Звання та нагороди
- Дворазовий лауреат персональної стипендії Кабінету Міністрів України для молодих вчених. (1994–1996 і 1998-2000 роки).
- Золота медаль Європейського наукового співтовариства (у складі групи «Квантових рідин» Королівського академіка проф. А. Ф. Дж. Віатта) — 2004 р.
- 4-х разовий лауреат Гран-прі Премії В. Н. Каразіна — 2008, 2011, 2015, 2019 р.р.
- Медаль «За сприяння розвитку Південно-західної залізниці» — наказ № НОК-514 від 12 листопада 2011 р.
- Подяка Президії НАН України — 2015 р.
- Подяка комітету з питань транспорту  Верховної Ради України — 2015 р.
- Подяка МОН України –2015 р.
- Стипендія Харківської облдержадміністрації в галузі науки (стипендія ім. К. Д. Синельникова) в номінації «Видатний науковець» — квітень 2016 р.[6]
- Медаль імені В. Н. Каразіна — 26 квітня 2016 р.
- Срібний знак Південної залізниці — 2017 р.
- Почесна грамота Президії НАН України — 16 травня 2018 р.
- Почесне звання «Заслужений професор Харківського національного університету імені В. Н. Каразіна» — 17 грудня 2018 р.
- Ювілейна Почесна грамота Президії НАН України — постанова № 43 від 31.01.2018 Президії НАН України про Ювілейну Почесну грамоту.
- Почесна грамота МОН України — 2019 р.
- Медаль Міжнародної Академії рейтингових технологій і соціології (МАРТІС) «Золота фортуна» — «Народна шана українським науковцям. 1918–2018» — (січень 2019 р., медаль № 189).
- Премія НАН України імені Л. В. Шубнікова — постанова № 40 Президії НАНУ від 13.02.2019 р.
- Орден «За заслуги» III ступеня — нагороджено Указом Президента України від 25 січня 2020 року № 22/2020. Серія ОК № 050787. Знак ордена № 15101.
- Член-кореспондент Національної академії наук України — 2021 р.

## Громадська діяльність
- Член двох Спеціалізованих вчених рад з захисту докторських дисертацій;
- Член Вченої ради ХНУ імені В. Н. Каразіна і Вченої ради УкрДУЗТ.
- Голова Вченої ради фізичного факультету ХНУ імені В. Н. Каразіна
- Головний редактор журналу «Вісник Харківського національного університету, серія „Фізика“;
- Головний редактор Збірника наукових праць УкрДУЗТ;
- Член редколегії журналу „Фізика низьких температур“;
- Член редколегії журналу „Східноєвропейський журнал передових технологій“;
- Голова оргкомітету міжнародної конференції „Фізичні явища в твердих тілах“, що проходить раз на кожні два роки;
- Член Наукової Ради з проблеми „Фізика низьких температур і кріогенна техніка“, секція „Фізика квантових рідин і кристалів“ Національної академії наук України (з 2014 р.);
- Член наукового комітету від України в Європейській організації з кооперації в науці і технологіях (COST — European Cooperation in Science &amp; Technology) (з 2017 р.);
- Член експертної ради МОН України з напрямку „Загальна фізика“.
- Член комітету з Держпремій з фізики.

## Публікації
Міжнародні рецензовані публікації (роботи, опубліковані після 1993 року):
- Більше 280 публікацій у провідних міжнародних журналах, участь більше ніж у 150 міжнародних конференціях. Загальна кількість публікацій більше 450.
- h-індекс (Scopus) = 42

1. Kh.B.Chachka, M.A.Obolenskii, D.D.Balla, V.I.Beletskii, and R.V.Vovk / Effect of hydrostatic pressure on the critical temperature of niobium diselenide with tin impurity.// Low Temp. Phys.-1993.-19(4).-p. 317-318.
2. M.A.Obolenskii, A.V.Bondarenko, V.A.Shklovskij, Mohamed El-Saadawy, R.V.Vovk, A.V.Samojlov, D.Niarchos, M.Pissas, G.Kallias, A.G.Sivakov / Superconducting parameters and vortex dynamics in aluminium-doped YBaCuO single crystals containing unidirectional twins. // Low Temp. Phys.-1995.-21(12). -p. 917-922.
3. D.D.Balla, A.V.Bondarenko, R.V.Vovk, M.A.Obolenskii, and A.A.Prodan. // Effect of hydrostatic pressure on the resistance and critical temperature of YBa2Cu3O7-d single crystals. / Low Temp. Phys.-1997.-23(10).-p. 777-781.
4. A.V.Bondarenko, V.A.Shklovskij, M.A.Obolenskii, R.V.Vovk, and A.A.Prodan. /Resistivity investigations of plastic vortex creep in YBa2Cu3O6.95 crystals. // Phys.Rev.B.-1998, N1 -p. 2445-2447.
5. A.V.Bondarenko, A.A.Prodan, M.A.Obolenskii, R.V.Vovk, D.Niarchos, M.Pissas, G.Kallias, T.R.Arouri.// Current-voltage characteristics in the vicinity of the fishtail peak in YBa2Cu3O6.95 single crystals. / Physica C.-1999, 655—657. -317-318.
6. M.A.Obolenskii, A.V.Bondarenko, A.A.Prodan, R.V.Vovk, M.G.Revyakina, T.R.Arouri. / Anisotropy of the vortex creep in a YBa2Cu3O7-d single crystal with unidirectional twin boundaries. // Low Temperature Physics. -27, N3.-2001. -P.201-215.
7. R.V.Vovk, C.D.H.Williams and A.F.G.Wyatt. / Angular distribution of a pulse of low energy phonons in liquid 4He.// Phys. Rev. B 68, 134508 (2003)
8. R.V.Vovk, C.D.H.Williams and A.F.G.Wyatt. /Iterations between Sheets of Phonons in Liquid He-4. // Phys. Rev. Lett. 91, 235302 (2003).
9. R.V.Vovk, C.D.H.Williams and A.F.G.Wyatt. /High-energy phonon pulses in liquid 4He.// Phys.Rev.B69.144524 (2004).
10. I.N. Adamenko, K.E. Nemchenko, V.A. Slipko, R.V.Vovk, C.D.H. Williams and A.F.G. Wyatt / Spatial evolution of pulses of low-energy phonons in liquid 4He. // Journal of Molecular Liquids, Volume 120, Issues 1-3, June 2005, Pages 163—165
11. D.H.S.Smith, R.V.Vovk, C.D.H.Williams and A.F.G.Wyatt / Pressure dependence of phonon interactions in Liquid 4He.// Phys.Rev.B 72, 054506 (2005).
12. D.H.S.Smith, R.V.Vovk, C.D.H.Williams and A.F.G.Wyatt./ Interactions between phonon sheets in superfluid helium.// New Journal of Physics 8, 128 (2006)
13. R.V.Vovk, M.A.Obolenskii, A.A.Zavgorodniy, A.V.Bondarenko, I.L.Goulatis, A.I.Chroneos./ Excess conductivity and pseudo-gap state in YBCO single crystals slightly doped with Al and Pr// J Mater Sci: Mater in Electron 18, p. 811-815 (2007).
14. R.V.Vovk, M.A.Obolenskii, A.A.Zavgorodniy, A.V.Bondarenko, I.L.Goulatis, A.V.Samoilov, A.I.Chroneos./ Influence of high pressure on the para-conductivity and the charge transfer in the ab-plane of YBa2Cu3O7-δ single crystals.// J. Alloys and Compounds 453, P. 69-74 (2008).
15. R.V.Vovk, M.A.Obolenskii, A.A.Zavgorodniy, A.V.Bondarenko, I.L.Goulatis, A.V.Samoilov, A.I.Chroneos, V.M. Pinto Simoes./ Transport anisotropy and pseudo-gap state in oxygen deficient ReBa2Cu3O7-δ (Re=Y, Но) single crystals.// J. Alloys and Compaunds 464, P. 58-66 (2008).
16. R.V. Vovk, M.A. Obolenskii, A.A. Zavgorodniy, I.L. Goulatis, V.I. Beletskiy./ Structural relaxation, metal-to-insulator transition and pseudo-gap in oxygen deficient НоBa2Cu3O7-δ single crystals.// Physica C. DOI: 10.1016/j.physc.2009.01.011 Physica C. –V.469. — P. 203—206.(2009).
17. R.V. Vovk, M.A. Obolenskiy, A.A. Zavgorodniy, D.A. Lotnyk, K.A. Kotvitskaya / Temperature dependence of the pseudogap in aluminum- and praseodymium-doped YBa2Cu3O7-δ single crystals // Physica B 404 (2009) p. 3516-3518.
18. A. Chroneos, R.V. Vovk, I.L. Goulatis, and L.I. Goulatis. / Oxygen transport in perovskite oxides: А brief review. // J. Alloys and Compounds. -494. -2010.  –P.190-195.
19. O. Biletska, Y. Biletskiy, H. Li and R. Vovk / A semantic approach to expert system for e-Assessment of credentials and competencies // Expert Systems with Applications Volume 37, Issue 10, October 2010, Pages 7003-7014, doi:10.1016/j.eswa.2010.03.018.
20. R. V. Vovk, Z. F. Nazyrov, M. A. Obolenskii, I. L. Goulatis, A. Chroneos, V.M. Pinto Simoes / Effect of small oxygen deficiency on the para-coherent transition and 2D-3D crossover in untwinned YBa2CuзO7-δ single crystals // Journal of Alloys and Compounds 509 (2011) р. 4553–4556.
21. R. V. Vovk, Z. F. Nazyrov, M. A. Obolenskii, I. L. Goulatis, A. Chroneos, V.M. Pinto Simoes / Phase separation in oxygen deficient НоBa2Cu3O7-δ  single crystals: effect of high pressure and twin boundaries. // Philosophical Magazine V. 91, № 17,11 (2011), P. 2291—2302.
22. R.V. Vovk, M.A. Obolenskii, Z.F. Nazyrov, I.L. Goulatis, A. Chroneos / Electro-transport and structure of 1-2-3 HTSC single crystals with different plane defects topologies // Journal of Materials Science: Materials in Electronics (2012) 23:1255–1259 DOI 10.1007/s10854-011-0582-8.
23. Chroneos A., Vovk R.V., Goulatis I. / Oxygen self-diffusion in apatites // Chemical Monthly (2012) –V.143. –P.345-353. DOI 10.1007/s00706-011-0696-y REVIEW.
24. R.V. Vovk, Z.F. Nazyrov, I.L. Goulatis, A. Chroneos / Metal-to-insulator transition in Y1-xPrxBa2Cu3O7-δ single crystals with various praseodymium content // Physica C 485 (2013) p. 89-91 http://dx.doi.org/10.1016/j.physc.2012.09.017.
25. R.V. Vovk, N.R. Vovk, O.V. Shekhovtsov, I.L. Goulatis, A. Chroneos / C-axis hopping conductivity in heavily Pr-doped YBCO single crystals // Supercond. Sci. Technol. 26 (2013) 085017.
26. A.L. Solovjov, M.A. Tkachenko, R.V. Vovk, and A. Chroneos / Fluctuation conductivity and pseudogap in HoBa2Cu3O7−δ single crystals under pressure with transport current flowing under an angle 45◦  to the twin boundaries // Physica C 501 (2014) p. 24-31 http://dx.doi.org/10.1016/j.physc.2014.03.004.
27. R.V. Vovk, N.R. Vovk, G.Ya. Khadzhai, I.L. Goulatis, A. Chroneos / Effect of praseodymium on the electrical resistance of YВа2Сu3О7−δ single crystals // Solid State Communications, Volume 190, Pages 18–22 (2014)
28. Ruslan V. Vovk, Georgij Ya. Khadzhai, Oleksandr V. Dobrovolskiy / Transverse conductivity in PryY1-yBa2Cu3O7–d single crystals in wide range of praseodymium concentration / Appl. Phys. A (2014) 117: 997—1002 DOI: 10.1007/s00339-014-8670-2.
29. R.V. Vovk, N.R. Vovk, G.Ya. Khadzhai, Oleksandr V. Dobrovolskiy / Resistive measurements of the pseudogap in lightly Pr-doped Y1-yPryBa2Cu3O7–d single crystals under high hydrostatic pressure // Solid State Communication 204 (2015) 64-66.
30. R.V. Vovk, G.Ya. Khadzhai, Oleksandr V. Dobrovolskiy, Z.F. Nazyrov / Transverse resistance of YBa2Cu3O7-δ single crystals // Current Applied Physics (2015) DOI: 10.1016/j.cap.2015.02.016.
31. A. Chroneos and R. V. Vovk / Modeling self-diffusion in UO2 and ThO2 by connecting point defect parameters with bulk properties // Solid State Ionics 274 (2015) 1-3.
32. A. Chroneos and R. V. Vovk / Silicon diffusion in germanium described by connecting point defect parameters with bulk properties // Mater. Res. Express 2 (2015) 036301 doi:10.1088/2053-1591/2/3/036301.
33. R.V. Vovk, G.Ya. Khadzhai, Oleksandr V. Dobrovolskiy, Z.F. Nazyrov, and A. Chroneos / Transverst resistance in HoBa2Cu3O7-δ single crystals // Mod. Phys. Lett. B Vol. 30 (2016) 1550232 (8 pages) DOI: 10.1142/S0217984915502322.
34. A.L. Solovjov, L.V. Omelchenko, R.V. Vovk, O.V. Dobrovolskiy, S.N. Kamchatnaya, D.M. Sergeyev / Peculiarities in the pseudogap behavior in optimally doped YBa2Cu3O7-δ single crystals under pressure up to 1 GPa // Current Applied Physics 16 (2016) 931—938.
35. M.A. Hadi, R.V. Vovk and A. Chroneos / Physical properties of the recently discovered Zr2(Al1-xBix)C MAX phases // Journal of Materials Science: Materials in Electronics (2016) 27: 11925-11933 DOI 10.1007/s10854-016-5338-z.
36. A.L. Solovyov, L.V. Omelchenko, V.B. Stepanov, R.V. Vovk, H.-U. Habermeier, P. Przyslupski and K. Rogacki / Specific temperature dependence of pseudogap in YBa2Cu3O7-δ nanolayers // Physical Review B 94, 224505 (2016).
37. O.V.Dobrovolskiy, V.V. Sosedkin, R. Sachser, V.A. Shklovskij, R.V. Vovk, M. Huth / Zero-Bias Shapiro Steps in Asymmetric Pinning Nanolandscapes // J Supercond Nov Magn (2017) 30: 735—741 doi:10.1007/s10948-016-3642-8.
38. R.V. Vovk, G.Y. Khadzhai, Z.F. Nazyrov, S.N. Kamchatnaya / Effect of hydrostatic pressure on the conductivity of YBa2Cu3O7-δ single crystals in a broad range of temperature and oxygen content // Solid State Communications 255—256 (2017) 20-23.
39. M.A. Hadi, M. Roknuzzaman, A. Chroneos, S.H. Naqib, A.K.M.A. Islam, R.V. Vovk and K. Ostrikov / Elastic and Thermodynamic Properties of new (Zr3-xTix)AlC2 MAX-Phase solid solutions //Computation Materials Science 137 (2017) 318—326.
40. Yu.V. Bessmolniy, G.Ya. Khadzhaj, V.I. Beletskii, D.V. Rokhmistrov, R.V. Vovk, I.L. Goulatis, A. Chroneos / Electro and heat transfer in Cd0.22Hg0.78Te single crystals in the temperature range of their practical applications // Journal of Low Temperature Physics (2018), Volume 190, Issue 1–2, pp 39–44 DOI 10.1007/s10909-017-1810-2.
41. O.V. Dobrovolskiy, R. Sachser, M. Huth, V.A. Shklovskij, R.V. Vovk, V.M. Bevz, and M. Tsindlekht / Radiofrequency generation by coherently moving ﬂuxons / Appl. Phys. Lett. 112, 152601–1-5 (2018) arXiv:1804.00856.
42. S Christopoulos; E Sgourou; R Vovk; Alexander Chroneos; C A Londos / The CiCs(SiI)n defect in silicon from a density functional theory perspective // Materials (Basel). (2018) 11(4): 612. doi:10.3390/ma11040612.
43. N. Kuganathan, A. Kordatos, M.E. Fitzpatrick, R.V. Vovk, A. Chroneos / Defect process and lithium diffusion in Li2TiO3 // Solid State Ionics (2018) 327:93-98.
44. O.V. Dobrovolskiy, V.M. Bevz, M.Yu. Mikhailov, O.I. Yuzephovich, V.A. Shklovskij, R.V. Vovk, M.I. Tsindlekht, R. Sachser, and M. Huth / Microwave emission from superconducting vortices in Mo/Si superlattices // Nature Communications (2018) 9:4927 DOI:10.1038/s41467-018-07256-0.
45. V.A. Shklovskij, V.V. Kruglyak, R.V. Vovk, and O.V. Dobrovolskiy / Role of magnons and the size effect in heat transport through an insulating ferromagnet/insulator interface // PRB 98, 224403 (2018) DOI: 10.1103/PhysRevB.98.224403.
46. O. V. Dobrovolskiy, R. Sachser, V. M. Bevz, A. Lara, F. G. Aliev, V. A. Shklovskij, A. I. Bezuglyj, R. V. Vovk, and M. Huth / Reduction of microwave loss by mobile fluxons in grooved Nb films //Phys. Status Solidi Rapid Research Letters. (2019), 13, 1800223 (1 of 5) DOI:10.1002/pssr.201800223, arXiv:1805.10882.
47. Navaratnarajah Kuganathan, Poobalasuntharam Iyngaran, Ruslan Vovk, and Alexander Chroneos / Defects, dopants and Mg diffusion in MgTiO3 // Sci. Rep. (2019) 9:4394 https: doi.org/10.1038/s41598-019-40878-y.
48. O.V. Dobrovolskiy, R. Sachser, T. Brächer, T. Fischer, V.V. Kruglyak, R.V. Vovk, V.A. Shklovskij, M. Huth, B. Hillebrands, and A.V. Chumak / Magnon-Fluxon interaction in a ferromagnet/superconductor heterostructure Nature Physics 15, 477—482 (2019), arXiv:1901.06156.
49. A. Hadi, U. Monira, Alex Chroneos, Saleh Naqib, A K M Azharul Islam, N. Kelaidis, R. V. Vovk, / Phase stability and physical properties of (Zr1-xNbx)2AlC MAX phases // J Phys. and Chem. Solids 132 (2019) 38-47.
50. A Bezyglyj, V Shklovskij, V. Kruglyak, and R.V. Vovk / Spin Seebeck effect and phonon energy transfer in heterostructures containing layers of a normal metal and a ferromagnetic insulator // Phys Rev B 99, 134428 (2019).
51. Dobrovolskiy, Oleksandr V.; Sachser, Roland; Bunyayev, Sergiy; Navas, David; Bevz, Volodymyr; Zelent, Mateusz; Śmigaj, Wojciech; Rychły, Justyna; Krawczyk, Maciej; Vovk, Ruslan; Huth, Michael; Kakazei, Gleb / Spin-Wave Phase Inverter upon a Single Nanodefect / ACS Applied Materials & Interfaces 11 (2019) 17654-17662.
52. O.V. Dobrovolskiy, V.M. Bevz, E. Begun, R. Sachser, R.V. Vovk, and M. Huth / Fast dynamics of guided magnetic flux quanta // Physical Review Applied 11, 054064 (2019).
53. A. L. Solovjov, E. V. Petrenko, L. V. Omelchenko, R.V. Vovk, I. L. Goulatis, A. Chroneos / Effect of annealing on the pseudogap state in untwinned YBa2Cu3O7-δ single crystals // Scientific Reports (2019) 9:9274 https://doi.org/10.1038/s41598-019-45286-w.
54. Alexei I. Bezuglyj, Valerij A. Shklovskij, Ruslan V. Vovk, et al. / Local flux-flow instability in superconducting films near Tc // DOI: 10.1103/PhysRevB.99.174518.
55. A.I. Bezuglyj, V.A. Shklovskij, V.V. Kruglyak, R. V. Vovk / Temperature dependence of the magnon-phonon energy relaxation time in a ferromagnetic insulator // Phys. Rev. B 100, 214409 (2019).
56. A.L. Solovjov, L.V. Omelchenko, E.V. Petrenko, R.V. Vovk, V.V Khotkevych, and A. Chroneos / Peculiarities of pseudogap in Y0.95Pr0.05Ba2Cu3O7-δ single crystals under pressure up to 1.7 GPa» // Scientific Reports (2019) 9:20424 | https://doi.org/10.1038/s41598-019-55959-1.
57. E. N. Sgourou, Y. Panayiotatos, K. Davazoglou, A. L. Solovjov, R. V. Vovk, and A. Chroneos / Self-diffusion in perovskite and perovskite related oxides: insights from modeling // Applied Sciences 2020, 10 (7), 2286.
58. O.V. Dobrovolskiy, C. Gonzalez-Ruano, A. Lara, R. Sachse, V.M. Bevz, V.A. Shklovskij, A.I. Bezuglyj, R.V. Vovk, M. Huth, and F.G. Aliev / Moving flux quanta cool superconductors by a microwave breath // Communications Physics | (2020) 3:64| https://doi.org/10.1038/s42005-020-0329-z|www.nature.com/commsphys.
59. Alexander Grib, Ruslan Vovk, Sergiy Savich, Volodymyr Shaternik / IV-characteristics and power of emission from stacks of long Josephson junctions with Gaussian spread of critical currents // Applied Nanoscience https://doi.org/10.1007/s13204-020-01279-0.
60.Edwin Gevorkyan, Miroslaw Rucki, Ruslan Vovk, Vladimir Chishkala / Nanoscale composites based on Al2O3 and SIC prepared by electroconsolidation method // Engineering for Rural Development, Jelgava, 20.-22.05.2020.
61. Navaratnarajah Kuganathan, Ruslan V. Vovk, Alexander Chroneos / Mayenite electrides and their doped forms for oxygen reduction reaction in solid oxide fuel cells // Energies 2020, 13,4978; doi:10.3390/en13184978.
62. Edwin Gevorkyan, Tatiana Prikhna, Ruslan Vovk, Miroslaw Rucki, Zbigniew Siemiatkowski, Wojciech Kucharczyk, Vladymir Chishkala, LeszekChałko / Sintered nanocomposites ZrO2-WC obtained with field assisted hot pressing // Composite Structures Available online 14 December 2020, 113443.
63. G.Ya. Khadzhaj, A.V. Matsepulin, A. Chroneos, Ι.L. Goulatis, R.V. Vovk / Influence of high pressure on the temperature dependence of electrical resistivity of Y1-xPrxBa2Cu3O7-δ single crystals / Solid State Communications 327 (2021) 114205.